# Thám hiểm Franklin

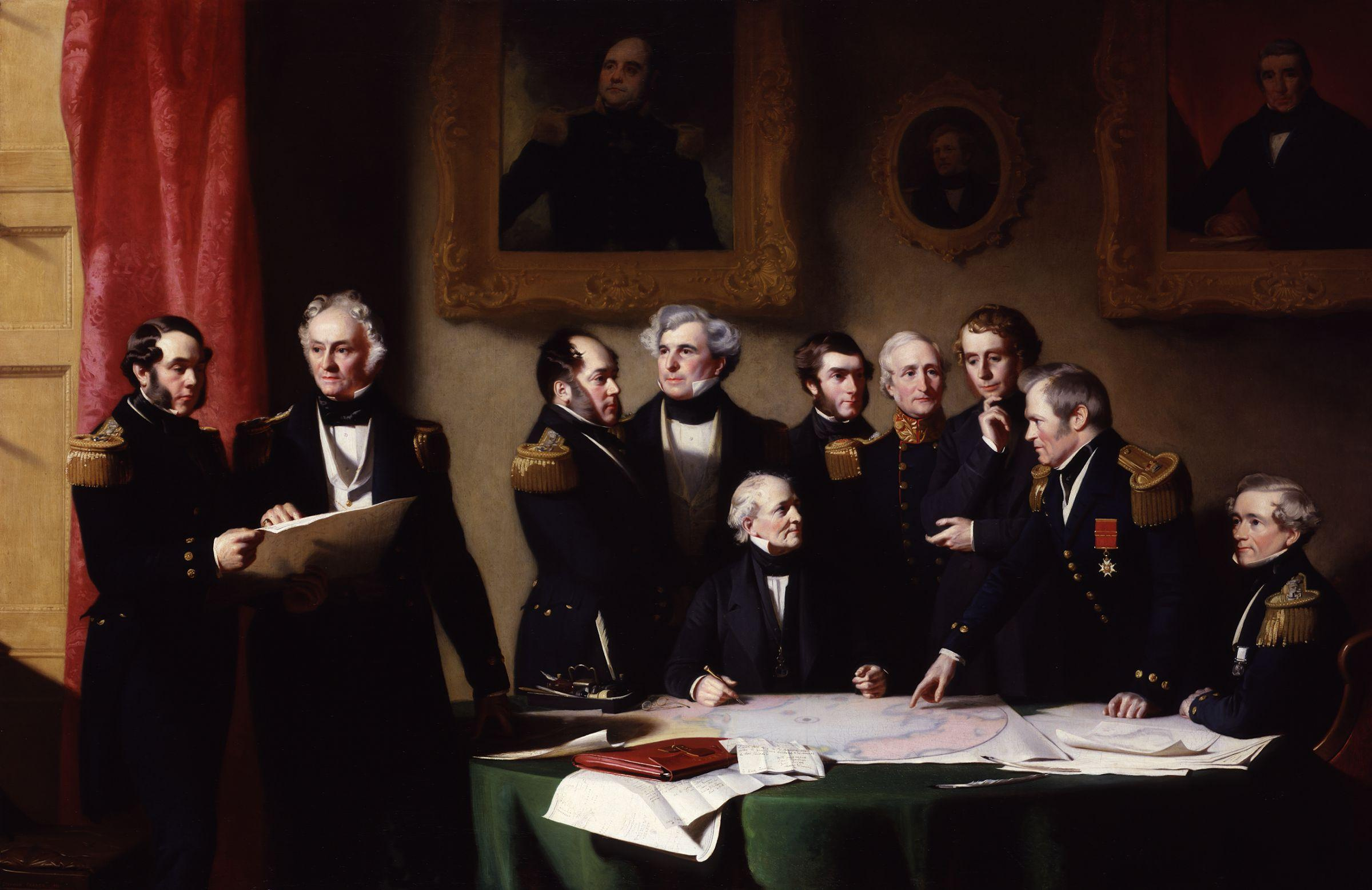
"Hội đồng Bắc Cực vạch kế hoạch thám hiểm cho Sir John Franklin" vẽ bởi Stephen Pearce, 1851. Từ trái sang phải: George Back, William Edward Parry, Edward Bird, James Clark Ross, John Barrow Jnr, Francis Beaufort, Edward Sabine, William Alexander Baillie Hamilton, John Richardson, và Frederick William Beechey

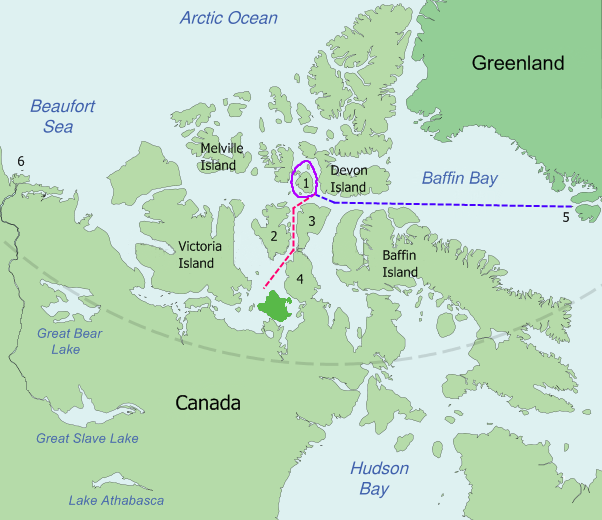
Bản đồ các tuyến đường có thể được đi bởi HMS Erebus và HMS Terror trong đoàn thám hiểm bị mất tích của Franklin.
----
Chú giải
vịnh Disko (5) đến đảo Beechey (ngay ngoài khơi góc đông nam đảo Devon, về phía đông của 1), năm 1845.
Xung quanh đảo Cornwallis (1), năm 1845.
Đảo Beechey xuống Peel Sound giữa đảo Prince of Wales (2), về phía tây, và đảo Somerset (3) và bán đảo Boothia (4) về phía đông, đến một điểm không rõ của góc tây bắc ngoài khơi của đảo King William, năm 1846.
----
Disko Bay (5) có cự ly khoảng 3200 km từ cửa của sông Mackenzie (6).

Chuyến thám hiểm bị mất tích của Franklin là một chuyến đi thám hiểm Bắc Cực của đoàn thám hiểm người Anh do thuyền trưởng Sir John Franklin chỉ huy rời nước Anh vào năm 1845. Là một sĩ quan Hải quân Hoàng gia và là nhà thám hiểm có kinh nghiệm, Franklin đã phục vụ ba chuyến thám hiểm Bắc Cực trước đó, hai chuyến sau ông là sĩ quan chỉ huy. Chuyến thám hiểm thứ tư và cuối cùng của ông, được thực hiện khi ông 59 tuổi, có nhiệm vụ đi qua phần chưa có tàu bè qua lại cuối cùng của hành lang Tây Bắc. Sau một vài trường hợp tử vong sớm, hai tàu đã bị mắc kẹt vào băng trong eo biển Victoria gần đảo King William ở Bắc Cực Canada. Toàn bộ thám hiểm bổ sung, trong đó có Franklin, đã bị mất tích.
Dưới áp lực của vợ của Franklin và những người khác, Hải quân Hoàng gia Anh đã phát động một cuộc thám hiểm tìm kiếm đoàn thán hiểm bị mất tích trong năm 1848 một phần bởi sự nổi tiếng của Franklin và mức thưởng mà Hải quân Hoàng gia Anh đưa ra cho ai tìm ra đoàn thám hiểm mất tích, nhiều đoàn thám hiểm sau đó tham gia cuộc săn lùng, mà tại một thời điểm vào năm 1850 số tàu tham gia tìm kiếm có mười một người Anh và hai tàu Mỹ. Một số các tàu tụ ngoài khơi bờ biển phía đông của đảo Beechey, nơi các di vật đầu tiên của đoàn thám hiểm đã được tìm thấy, trong đó có ngôi mộ của ba thuyền viên. Năm 1854, nhà thám hiểm John Rae, trong khi khảo sát gần bờ biển phía đông nam của đảo King William Canada Bắc Cực, di vật thu được của và những câu chuyện về bữa tiệc Franklin từ người Inuit. Một đoàn tìm kiếm do Francis Leopold McClintock chỉ huy năm 1859 phát hiện ra một ghi chép để lại trên đảo King William với các chi tiết về số phận của đoàn thám hiểm. Việc tìm kiếm tiếp tục trong phần lớn thế kỷ 19. Năm 1981, một nhóm các nhà khoa học dẫn đầu bởi Owen Beattie, giáo sư nhân chủng học tại Đại học Alberta, đã bắt đầu một loạt các nghiên cứu khoa học trong các ngôi mộ, các cơ quan cơ thể, và bằng chứng vật chất khác còn lại của Franklin thuyền viên trên đảo Beechey và đảo King William M. Họ kết luận rằng các thủy thủ có ngôi mộ đã được tìm thấy trên đảo Beechey rất có thể đã chết vì viêm phổi và có thể là bệnh lao và ngộ độc chì có thể đã có thể khiến sức khiến sức khoẻ của họ trở nên tồi tệ hơn, do lon bị hàn tồi được trữ tại cửa hàng thực phẩm của tàu. Tuy nhiên, sau đó người ta cho rằng nguồn của chì này có thể không từ đóng hộp thực phẩm, mà là từ các hệ thống nước cất được trang bị cho các tàu của đoàn thám hiểm. Các dấu cắt trên xương người được tìm thấy trên đảo King William được coi là dấu hiệu của sự ăn thịt người.
Bằng chứng kết hợp của tất cả các nghiên cứu cho rằng việc hạ thân nhiệt, bị đói, nhiễm độc chì và các bệnh bao gồm bệnh scobus (thiếu vitamin C), cùng với tiếp xúc chung với một môi trường bất lợi trong khi thiếu thiếu quần áo và chế độ dinh dưỡng đầy đủ, đã giết chết tất cả mọi người trong cuộc thám hiểm trong những năm sau khi được nhìn thấy lần cuối cùng bởi người châu Âu năm 1845.
Các phương tiện truyền thông Victoria mô tả Franklin là một anh hùng bất chấp sự thất bại của đoàn thám hiểm và các báo cáo về vụ ăn thịt người. Người ta sáng tác bài hát về ông, và bức tượng của ông tại quê nhà, ở London, và tại người ta Tasmania cho rằng ông là người phát hiện ra tuyến đường tây bắc. Đoàn thám hiểm bị mất tích của Franklin đã là chủ đề của nhiều tác phẩm nghệ thuật, bao gồm các bài hát, thơ, truyện ngắn, và tiểu thuyết, cũng như các phim tài liệu truyền hình.
Ngày 7 tháng 9 năm 2014, xác của một trong hai con tàu này vẫn còn nguyên vẹn được tìm bằng thiết bị phát hiện tàu ngầm dưới nước. Địa điểm con tàu này được xác định nằm ở độ sâu 11m gần đảo King William.

## Bối cảnh
Việc người châu Âu tìm kiếm một đường tắt phía Bắc bằng đường biển từ châu Âu đến châu Á bắt đầu với hành trình của Christopher Columbus vào năm 1492 và tiếp tục cho đến giữa thế kỷ 19 với một loạt các cuộc thám hiểm dài xuất phát chủ yếu là ở Anh. Những chuyến đi, với bất kỳ mức độ thành công nào, cũng đã bổ sung vào kiến thức chung về địa lý của người châu Âu về Tây Bán cầu, đặc biệt là Bắc Mỹ, và khi kiến thức đã phát triển lớn hơn, sự chú ý dần dần quay về phía Bắc Cực thuộc Canada. Các đoàn thám hiểm của thế kỷ 16 và 17 đã khám phá địa lý về Bắc Mỹ bao gồm Martin Frobisher, John Davis, Henry Hudson, và William Baffin. Năm 1670, sự hợp nhất của Công ty Vịnh Hudson dẫn đến việc thám hiểm các bờ biển và nội địa Canada và của các vùng biển Bắc Cực. Trong thế kỷ 18, các nhà thám hiểm bao gồm James Knight, Christopher Middleton, Samuel Hearne, James Cook, Alexander MacKenzie và George Vancouver. Năm 1800, phát hiện của họ cho thấy kết luận rằng không có Tuyến đường Tây Bắc có thể bằng tàu biển nằm ở các vĩ độ ôn đới giữa Thái Bình Dương và Đại Tây Dương.
Năm 1804, Sir John Barrow đã trở thành Bí thư thứ hai của Hải quân, một chức vụ ông đã đảm nhiệm cho đến năm 1845, và bắt đầu thúc đẩy Hải quân Hoàng gia hoàn thành các tuyến đường tây bắc ở phía trên của Canada và để di chuyển về phía Bắc Cực. Trong bốn thập kỷ tiếp, các nhà thám hiểm như John Ross, David Buchan, William Edward Parry, Frederick William Beechey, James Clark Ross, George Quay Back, Peter Warren Dease và Thomas Simpson thực hiện các chuyến đi hiệu quả đến Bắc Cực thuộc Canada. Trong số các nhà thám hiểm là John Franklin, thứ hai chỉ huy của một đoàn thám hiểm tới Bắc Cực trong tàu Dorothea và Trent năm 1818 và các nhà lãnh đạo của cuộc thám hiểm đường bộ đến và đi dọc theo bờ biển Bắc cực của Canada trong 1819-1822 và 1825-1827. năm 1845, những khám phá kết hợp của tất cả các cuộc thám hiểm đã làm giảm các khu vực không được biết có liên quan Canada Bắc cực trong một khu vực tứ giác có diện tích khoảng 181.300 km2. Chính tại khu vực này chưa biết rằng Franklin đã đi tàu qua, hướng về phía tây qua eo biển Lancaster và sau đó phía tây và phía nam khi băng, đất đai, và những trở ngại khác có thể cho phép, để hoàn thành các tuyến đường tây bắc. Khoảng cách được ông đi tàu qua dài khoảng 1.670 km (1.040 dặm)

## Chuẩn bị

### Chỉ huy
Barrow, người đã 82 tuổi và gần bước đến giai đoạn cuối sự nghiệp của mình, thảo luận về việc ai sẽ chỉ huy cuộc thám hiểm để hoàn thành các tuyến đường tây bắc và có lẽ cũng tìm kiếm điều mà Barrow cho là một biển Bắc cực mở không đóng băng xung quanh Bắc Cực. Parry, người được ông lựa chọn đầu tiên, đã chán Bắc Cực và lịch sự từ chối. Người được lựa chọn thứ hai của ông, James Clark Ross, cũng từ chối vì anh đã hứa với cô vợ mới của mình ông sẽ không dính dáng gì với Bắc Cực nữa. Sự lựa chọn thứ ba của Barrow, James Fitzjames, đã bị từ chối bởi Hải quân bởi lý do tuổi trẻ của ứng viên này.
Barrow xem xét chọn George Back nhưng cho rằng ông này quá hay tranh luận. Francis Crozier, một khả năng lựa chọn khác, có nơi sinh ra hèn kém và người Ireland, có tính cách chống đối lại ông. Barrow đã miễn cưỡng quyết định chọn Franklin 59 tuổi. Đoàn thám hiểm đã bao gồm hai tàu, HMS Erebus và Terror HMS, mỗi trong số đó đã hoạt động ở Nam Cực với James Clark Ross.
Fitzjames đã được giao nhiệm vụ chỉ huy của Erebus và Crozier, người đã chỉ huy Terror trong chuyến thám hiểm Nam Cực với Ross trong 1841-1844, được bổ nhiệm làm người điều hành và chỉ huy Terror. Franklin nhận được lệnh thám hiểm của mình ngày 7 tháng 2 năm 1845, và hướng dẫn chính thức của ông vào ngày 5 tháng 5 năm 1845.